# Casa Vilanova-Cullell
La Casa Vilanova-Cullell és una obra de Banyoles (Pla de l'Estany) inclosa a l'Inventari del Patrimoni Arquitectònic de Catalunya.

## Descripció
Habitatge unifamiliar que es desenvolupa en un solar quadrat i segueix la tipologia tradicional en forma d'”L”. Les façanes que donen al carrer posterior estan tancades amb el volum de l'escala que condueix al pis. La disposició realça la claraboia i a un petit estudi situat al segon pis. L' ús del maó a la vista, tant per la casa com per la tanca, intenta reunificar la complexitat i el desordre aparent dels volums.